# Leuronota celtidis
Leuronota celtidis är en insektsart som beskrevs av Leonard D. Tuthill 1964. Leuronota celtidis ingår i släktet Leuronota och familjen spetsbladloppor.
Artens utbredningsområde är Peru. Inga underarter finns listade i Catalogue of Life.